# Trångsunds IF
Trångsunds IF är en ishockeyklubb från Trångsund och Skogås i östra delen av Huddinge kommun. Föreningen bildades 1936 under namnet IF Stortorparna. Nuvarande namn tog 1964. Vid starten hade man sektioner för fotboll, friidrott, bandy, schack, bordtennis samt damidrott. Fr.o.m. 1993 ingick förening i Trångsund/Skogås-alliansen.
A-laget i ishockey spelade en säsong i näst högsta divisionen 1972/73 i division II östra B, men den kanske främsta meriten är bortasegern med 4-2 mot tvångsnedflyttade AIK på Johanneshov i division 1 Östra säsongen 2004/05.
I andra division 1-omgången 2009/10 vann Trångsund hemmamötet med Huddinge IK, och gick därmed om grannarna i tabellen i fyra dagar. I nästa omgång klev Huddinge förbi igen. Det var Trångsunds första seger mot Huddinge, Huddinges första förlust i ett kommunalt derby i seriespel, och första gången sedan 1947 som inte Huddinge IF/IK var kommunens bästa ishockeylag på herrseniorsidan.
Fr.o.m. säsongen 1999/2000 till säsongen 2009/2010 spelade man i Division 1, men flyttades 2010 ner till division 2. Efter flera säsonger i de lägre serierna kvalificerade man sig för Hockeyettan igen inför sägongen 2018/2019.

## Säsonger
| Säsong                               | Division            | Placering | Vårserie             | Kval/Playoff                                              |
| ------------------------------------ | ------------------- | --------- | -------------------- | --------------------------------------------------------- |
| 1999/2000                            | Division 1 Östra B  | 4         | 8:a i Allettan Östra |                                                           |
| 2000/2001                            | Division 1 Östra B  | 4         | 7:a I Allettan Östra |                                                           |
| 2001/2002                            | Division 1 Östra A  | 2         | 5:a i Allettan Östra |                                                           |
| 2002/2003                            | Division 1 Östra B  | 2         | 8:a i Allettan Östra |                                                           |
| 2003/2004                            | Division 1 Östra    | 5         | 3:a i Förkval Östra  |                                                           |
| 2004/2005                            | Division 1B         | 7         |                      |                                                           |
| 2005/2006                            | Division 1D         | 9         |                      | 2:a i kvalserie D                                         |
| 2006/2007                            | Division 1D         | 10        | 7:a i vårserien      | 1:a i kvalgrupp D                                         |
| 2007/2008                            | Division 1D         | 8         | 3:a i vårserien      |                                                           |
| 2008/2009                            | Division 1D         | 9         | 4:a i vårserien      |                                                           |
| 2009/2010                            | Division 1D         | 11        | 8:a i vårserien      | 4:a i kvalserie C, nerflyttade                            |
| 2010-2018 spelade man i Hockeytvåan. |                     |           |                      |                                                           |
| 2017/2018                            | Hockeytvåan Östra B | 3         | 3:a i Alltvåan Östra | 2:a kvalserien till östra Hockeyettan, uppflyttade        |
| 2018/2019                            | Hockeyettan Östra   | 12        | 7:a i vårettan       | 6:a (sist) kvalserien till östra Hockeyettan, nerflyttade |